# 元老院 (アルゼンチン)
元老院（げんろういん、スペイン語: Senado de la Nación）は国民議会を構成する両院の一つ、アルゼンチンにおける上院である。
下院にあたる代議院と共に、直接選挙で選出される。選挙は23州の3ブロックから持ち回りで行われる。第一副議長は多数派から選出され、残りの副議長は少数派から選出される。2019年より代議院と共に、議員数が男女平等でなければならない。元老院独自のテレビチャンネルを持ち、中継も行っている。条約の批准や大臣ら閣僚の任免の承認は上院のみ有する。
元老院で審議するには定足数を獲得しなければならない。上下両院合同会議や専門家との特別会議を招集し、大統領の署名を求める法案を提出する権限を有する。

## 歴史
元老院は、1853年憲法の第46条から第54条に基づき、1854年7月29日にアルゼンチン連邦政府によって設立された。設立当時は各州から2名、ブエノスアイレスから3名が輩出されていた。1994年のアルゼンチン憲法改正とブエノスアイレス自治都市の上院議員の追加により、州ごとの上院議員の数は2名から3名に増員された。これらの変更は、1995年5月14日の総選挙後に発効している。2001年には選出方法が、間接選挙から直接選挙へと移行した。

## 構成
被選挙権は2年前までに選挙区で居住する、30歳以上のアルゼンチン国民に限られる。上院は各委員会を構成し、委員会に所属する上院議員の任命も、議院内と同じ割合で代表されるように行われる。委員会も審議に必要な事項の研究を深めることのみを目的として、内部運営規則を定め、分科会を設置することも可能である。

### 上院指導部
上院議長（Presidente del Senado）
憲法の定める通り、副大統領が兼任し、可否同数の場合を除いては評決に加わる権利を有さない。議論への参加も、院内規則により禁じられている。現在では可否同数の場合に議長決裁票を投じるのを除いて日々の議事進行を行わないのが常である。
ただし、上下両院合同本会議における共同議長を務め、そのうち大統領選挙の結果を認証する会議では議事を進行する。選出された上院仮議長、政務官を任命する。
上院仮議長 (Presidente provisional del Senado)
上院本会議場の議長席で日常の議事進行を司る “実際の” 上院議長。副大統領に次ぐ、大統領権限継承順位第2位の要職である。仮議長は上院議員の互選により選出される。3人の副議長と共に理事会を主宰する。